# Tarmo Kunnas
Tarmo Ossi Tapani Kunnas (né le 16 octobre 1942 à Tampere) est un écrivain et professeur universitaire  finlandais. 

## Biographie
Tarmo Kunnas a étudié à Helsinki, à Paris, en Allemagne (Munich et Fribourg en Brisgau) et aux États-Unis. Il a enseigné la littérature comparée à l'université d'Helsinki en 1974-1985 et à l'université de Jyväskylä en 1985-2009. 
Il a été professeur associé à l'université Sorbonne-Nouvelle en 1974-1977 et en 1997-1999, et à l'université de Göttingen en 1984. 
Il a bénéficié des bourses de recherche de la fondation Alexander-von-Humboldt, et a eu le statut de Senior Fulbright Scholar à l’université Yale.
Tarmo Kunnas s’est spécialisé dans la littérature et la philosophie françaises et allemandes. Il a écrit plusieurs études sur la philosophie de Nietzsche et sur Knut Hamsun aussi bien que des œuvres sur la morale, la politique, l'amour, et l’ambiguïté du mal. Sa thèse de doctorat de 1972, sur la « tentation fasciste » des intellectuels français, et plusieurs autres publications sur les intellectuels européens, lui ont valu d’occuper une place importante dans la recherche concernant les rapports entre l’intelligentsia européenne et le fascisme.
Tarmo Kunnas a en outre participé de façon très active à la vie culturelle de son pays. Il a également été le premier directeur de l'Institut finlandais à Paris pendant les années 1989-1995 et a joué un rôle important dans les contacts culturels entre la France et la Finlande.

## Œuvres
- Drieu la Rochelle, Céline, Brasillach et la tentation fasciste. Thèse, Paris, Les Sept Couleurs, 2015 (1re éd. 1972)

Traduit en italien : La Tentazione fascista. Naples, Arkopolis, 1982. Deuxième édition, 2015.  (ISBN 9788861481626).
- (de) Das Werden des Humanismus bei Heinrich Mann, Helsinki, Suomalainen tiedeakatemia, 1973, 113 p. (ISBN 951-41-0097-2)

- Nietzsche ou l'esprit de contradiction : Étude sur la vision du monde du poète-philosophe, Paris, Nouvelles Éditions latines, 1980, 257 p. (ISBN 2-7233-0089-7, lire en ligne)

- (fi) Nietzsche : Zarathustran varjo (L’Ombre de Zarathoustra), Helsinki, Otava, 1981, 231 p. (ISBN 951-1-06129-1)

- (de) Politik als Prostitution des Geistes : Eine Studie über das Politische bei Nietzsche, Münich, Edition Wissenschaft & Literatur, 1982

2., erweiterte und durchgesehene Neuauflage. Achenmühle, Brienna Verlag, 2016.  (ISBN 978-3-942318-17-4).
Traduit en japonais. Tokyo, Orion Press, 1989.
- (de) Nietzsches Lachen : eine Studie über das Komische bei Nietzsche, Munich, Edition Wissenschaft & Literatur, 1982, 166 p. (ISBN 3-922804-02-0)

2., erweiterte und durchgesehene Neuauflage. Achenmühle, Brienna Verlag, 2017.
Traduit en japonais : Warau-Nīche. Tokyo, Orion Press, 1998.
- (fi) & Hovi, Kalervo & Koskenniemi, Tuula : Ranska : Suurvallasta Euroopan rakentajaksi (La France : D’une grande puissance à la construction européenne), Helsinki, Painatuskeskus, 1993, 241 p. (ISBN 951-37-0952-3)

- (fi) Suomi Ranskassa : Mitä Suomi voi oppia Ranskan kokemuksista (La Finlande en France : Ce que la Finlande peut apprendre des expériences européennes de la France), Helsinki, Elinkeinoelämän valtuuskunta, 1994 (ISBN 951-9042-45-8)

- (fi) Euroopan sydämeen : Artikkeleita ja kolumneja 80- ja 90-luvuilta (Au cœur de l’Europe : Articles et chroniques des années 1980 et 1990), Jyväskylä, Tarmo Kunnaksen EU-vaalityöryhmä, 1996 (ISBN 952-90-7782-3)

- (fi) Elämäniloa Pariisissa, Helsinki, WSOY, 2001 (ISBN 951-0-25652-8)

Traduit en français : Heureux comme un Finlandais en France. Paris, Michel de Maule, 2006.  (ISBN 2-87623-163-8).
- (fi) Mitä jäljellä moraalista (Ce qui nous reste de la morale), Helsinki, Kirjapaja, 2002 (ISBN 951-625-885-9)
- À la recherche du grotesque. (Sous la direction de Tarmo Kunnas. Textes réunits par Paul Gorceix.) Paris: Eurédit, 2003.  (ISBN 978-2-84830-002-3).
- (fi) Knut Hamsun : Modernisti ja anarkisti (Knut Hamsun : Moderniste et Anarchiste), Jyväskylä, Minerva, 2004 (ISBN 952-5478-74-2)

- (fi) Rakkaus (De l’amour), Helsinki, Kirjapaja, 2005 (ISBN 951-607-159-7)

- (fi) Paha : Mitä kirjallisuus ja taide paljastavat pahuuden olemuksesta, Jyväskylä, Atena, 2008 (ISBN 978-951-796-518-7)

Traduit en ukrainien : Zlo rozkrittja sutnosti zla u literaturi ta mistetstvi. Lviv, Vidabnitstvo Anetti Antonenko, 2015.  (ISBN 9786177192205).
Traduit en français : L’Ambiguïté du mal. Paris, Éditions Lanore, 2015.  (ISBN 2851577778).
- L'Aventure de Knut Hamsun, Paris, Nouvelles éditions latines, 2010, 216, préface de Michel d'Urance (ISBN 978-2-7233-9598-4, lire en ligne)

Traduit en italien : L'Avventura di Knut Hamsun. Uno studio sull'opera narrativa e sull' impegno politico del Premio Nobel norvegese. Roma, Settimo Sigillo, préface de Michel d'Urance, 2015.  (ISBN 978-88-6148-166-4).
- (fi) Fasismin lumous : Eurooppalainen älymystö Mussolinin ja Hitlerin politiikan tukijana, Jyväskylä, Atena, 2013, 686 p. (ISBN 978-951-796-933-8)

Traduit en français : Des intellectuels européens face à la montée du fascisme et du national-socialisme. Leur soutien et leur engagement 1921–1945. Paris, Nouvelles éditions latines, 2019.  (ISBN 9782723381857)
Traduit en italien : Il fascino del fascismo. L’adesione degli intellettuali europei. Roma, Settimo Sigillo, 2015.  (ISBN 978-88-6148-187-9)
Traduit en allemand : Faszination eines Trugbildes: Die europäische Intelligenz und die faschistische Versuchung 1919–1945. Rohrdorf, Brienna Verlag, 2017.  (ISBN 9783942318228)
- (fi) Hyvää kotiseutua etsimässä. Eurooppalainen matkakirja (À la recherche d’un bon chez soi. Carnet de voyages européen), Helsinki, Nemokustannus, 2017 (ISBN 978-952-240-324-7)